# Josip Brunšmid
Josip Brunšmid (Vinkovci, 10. veljače 1858. – Zagreb, 29. listopada 1929.), bio je hrvatski arheolog, numizmatičar i muzealac. 

## Životopis
Studirao povijest i zemljopis na Sveučilištu u Beču, gdje je pohađao i Arheološko-epigrafički seminar (O. Benndorf i dr.). Dok je službovao kao gimnazijski profesor u Vinkovcima (1882.–1892.) prikupio je vrijednu arheološku i numizmatičku zbirku, koju je poslije poklonio Arheološkomu muzeju u Zagrebu. Godine 1892. otišao na arheološko usavršavanje u Beč, gdje je 1893. doktorirao iz povijesti grčkih kolonija u Dalmaciji. Nakon povratka u Zagreb postao je kustosom (1893.) te ravnateljem (1895.) Arheološkog odjela Narodnog muzeja. Prvi je profesor arheologije na Zagrebačkom sveučilištu (1896.). 